# Ozo
Ozo est une jument de course de race trotteur français née en 1958 et morte en 1966.

## Carrière de courses
Ozo nait chez l'éleveur Jules Vaultier dans la Manche. Âgé et affaibli par une congestion cérébrale, Jules Vaultier cède la pouliche à son cousin Alfred Gillain. Mais Ozo est cagneuse et la déformation progresse au fil du temps. Alfred Gillain propose lors d'une partie de chasse à Roger Massue de s'en porter acquéreur, avec une petite condition : reverser 25 % des éventuels gains de la pouliche aux deux cousins,. Devant le peu d'enjeu que semble représenter cette clause, Roger Massue accepte.
Après des débuts sans relief à l'âge de deux ans, elle progresse rapidement et fait partie des meilleures de sa promotion, tant au trot attelé qu'au trot monté, dès le mois de janvier de ses trois ans. Elle remporte cette même année le Prix des Élites et le Prix de Vincennes au trot monté. Mais la jument se fait également remarquer pour ses belles allures et son caractère fantasque que son entraîneur-driver Roger Massue parvient difficilement à canaliser. À quatre ans, elle remporte l'important Prix du Président de la République, et traversa l'atlantique dans un voyage qui a failli être dramatique. En effet, la jument, détestant l'avion, n'arrête pas de taper contre la paroi et le commandant de bord a failli la faire abattre. Finalement, la jument se calme et elle remporte la Transoceanic Trot devant le champion du monde, The Silk.
C'est sans surprise et sous un tonnerre d'applaudissements qu'elle remporte le Prix d'Amérique 1963. Ensuite, elle va vaincre dans les grandes épreuves européennes, toujours avec la queue en panache qui la rend si populaire. En 1965, elle gagne son second Prix d'Amérique avec Hans Fromming sur le sulky. Quelques semaines plus tard, la jument doit courir le Grand Critérium de vitesse de la Côte d'Azur mais, six jours auparavant, elle est victime d'une grave occlusion intestinale. Pendant douze heures, le pronostic vital est réservé. Finalement, la jument se relève et doit prendre du repos, mais son entraîneur prend une décision étonnante : il décide de faire le long voyage et de courir. À la surprise générale, elle remporte facilement la course. L'année suivante, le 1er juin 1966, elle meurt chez son propriétaire Roger Massue, à Villedieu-les-Poêles d'une tumeur à l'utérus, ce qui peut d'ailleurs expliquer son style : avec la queue sur le dos, la jument devait en souffrir depuis de nombreuses années.
Un Prix Ozo, disputé chaque année à Vincennes, perpétue son souvenir.

## Palmarès
France
- Prix d'Amérique (1963, 1965)
- Prix des Élites (1961)
- Prix de Vincennes (1961)
- Prix du Président de la République (1962)
- Grand Critérium de vitesse de la Côte d'Azur (1965)

 États-Unis
- Transoceanic Trot (1962)
- Challenge Cup (1963)

 Suède
- Elitloppet (1963)

 Allemagne
- Grand Prix de Bavière (1963)
- Prix des Meilleurs (1963)
- Grand Prix des Gladiateurs (1963)

 Italie
- Grand Prix des Nations (1964)

 Europe
- Grand Circuit européen (1963)

## Origines
| Origines de Ozo, née en 1958, baie. | Origines de Ozo, née en 1958, baie. | Origines de Ozo, née en 1958, baie. | Origines de Ozo, née en 1958, baie. |
| ----------------------------------- | ----------------------------------- | ----------------------------------- | ----------------------------------- |
| Père Vermont                        | Javari                              | Quo Vadis                           | Énoch                               |
| Père Vermont                        | Javari                              | Quo Vadis                           | Junon                               |
| Père Vermont                        | Javari                              | Reluisante                          | Impétueux                           |
| Père Vermont                        | Javari                              | Reluisante                          | Kerrie                              |
| Père Vermont                        | Action                              | Nemrod                              | Bémécourt                           |
| Père Vermont                        | Action                              | Nemrod                              | Girandole                           |
| Père Vermont                        | Action                              | Nouvelle                            | Benjamin                            |
| Père Vermont                        | Action                              | Nouvelle                            | Chaloupe                            |
| Mère Qozo                           | Israël                              | Jongleur                            | Bémécourt                           |
| Mère Qozo                           | Israël                              | Jongleur                            | Belle Poule                         |
| Mère Qozo                           | Israël                              | Judée                               | Urgent                              |
| Mère Qozo                           | Israël                              | Judée                               | Croisade                            |
| Mère Qozo                           | Gamine II                           | Yes                                 | Dakota                              |
| Mère Qozo                           | Gamine II                           | Yes                                 | Olympe                              |
| Mère Qozo                           | Gamine II                           | Ravine                              | Génissac                            |
| Mère Qozo                           | Gamine II                           | Ravine                              | Ulva                                |